# Muzio Clementi
Pour les articles homonymes, voir Clementi.
Muzio Clementi, né le 24 janvier 1752 à Rome et mort le 10 mars 1832 à Evesham (Angleterre), est un compositeur italien à la période classique, principalement connu de son vivant comme pianiste, mais également organiste et claveciniste.
Il est considéré comme le premier à avoir composé spécifiquement pour le piano et surtout connu pour son recueil d'études pianistiques Gradus ad Parnassum (dont le titre rappelle le fameux traité de contrepoint de Johann Joseph Fux). Il a exercé une influence notable sur Ludwig van Beethoven.

## Biographie

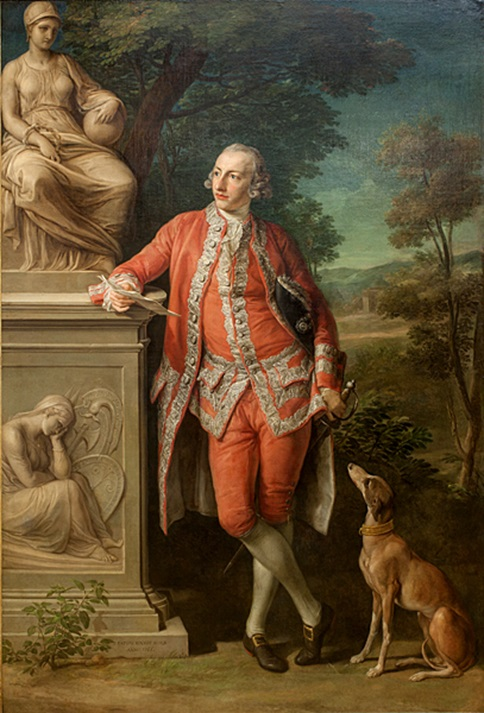
Peter Beckford par Pompeo Batoni.

Muzio Clementi, premier de sept frères et sœurs, naît à Rome, ses parents étant Nicolo Clementi, orfèvre d'originaire romaine, et son épouse, la Suissesse Magdalena Kaiser. Ses talents pour la musique sont repérés alors qu'il est encore très jeune : confié à l'âge de sept ans aux soins d'un organiste nommé Cordicelli, il en assimile si bien les leçons que, à l'âge de neuf ans, il peut se présenter avec succès à un concours pour une place d'organiste d'église, après avoir interprété à l'orgue une transposition multitonale d'une basse chiffrée, tirée d'une œuvre de Corelli.
En 1766, Peter Beckford, un riche Anglais effectuant son Grand Tour, séduit par les talents musicaux du jeune garçon, conclut un marché avec son père, Nicolo, pour l’emmener en Angleterre, dans son domaine de Steepleton Iwerne, au nord de Blandford Forum dans le comté de Devon. Beckford s’engage à financer son éducation musicale jusqu’à son vingt-et-unième anniversaire, en échange de quoi celui-ci assurerait l'animation musicale de la propriété. Clementi passe donc là les sept années suivantes, se consacrant en solitaire à l'étude et à la pratique du clavecin. Il a ainsi pu connaître les œuvres d’Ignazio Cirri (en), publiées à Londres. Les compositions qui remontent à cette période de jeunesse sont peu nombreuses et d'ailleurs à peu près toutes perdues.
En 1770, Clementi donne son premier concert de piano. Le public est très favorablement impressionné par son jeu et c'est le début d'une carrière pianistique des plus prestigieuses. En 1774, libéré de ses obligations vis-à-vis de Peter Beckford, il part s'installer à Londres où, entre autres activités, il donne plusieurs concerts de bienfaisance au bénéfice d'un chanteur et d'un harpiste, et dirige aussi de son clavier, pendant quelque temps, des concerts au King's Theater de Haymarket. Sa renommée s'accroît en 1779-1780 avec la publication des sonates de son opus 2. Devenu très célèbre, il est considéré dans beaucoup de cercles musicaux comme le plus grand pianiste de son temps.
Clementi entreprend un voyage en Europe continentale en 1781, qui l'amène en France, en Allemagne, en Autriche. À Vienne, sur proposition de l'empereur Joseph II, il accepte de participer à une joute musicale contre Wolfgang Amadeus Mozart pour l'agrément de l'empereur et de ses hôtes. Chacun des musiciens devait improviser et exécuter des œuvres de sa propre composition. Le talent de chacun d'entre eux, comme compositeur et comme virtuose, est tel que l'empereur déclare le match nul.
Le 12 janvier 1782, Mozart écrit à son père : « Clementi joue bien, pour ce qui est de l'exécution de la main droite. Sa force réside dans les passages en tierces. Par ailleurs, il n'a pas un kreutzer de sentiment ou de goût. En un mot, c'est une simple mécanique. » Dans une lettre postérieure il va même jusqu'à écrire : « Clementi est un charlatan, comme tous les Italiens, il écrit presto mais ne joue qu’allegro, j'ai pu le constater. » En revanche, l'opinion de Clementi sur Mozart a toujours été très positive.
Cependant le motif principal de la sonate en si bémol majeur op. 24 no 2 de Clementi semble avoir frappé l'imagination de Mozart puisque, dix années plus tard, il l'imite pour l'ouverture de son opéra La Flûte enchantée ; du moins le suppose-t-on au vu de leur ressemblance. Clementi en est tellement contrarié qu'il prend soin, chaque fois que la partition de sa sonate est rééditée, de faire inclure un commentaire expliquant qu'elle a été composée dix ans avant La Flûte enchantée.
À partir de 1782 et pendant les vingt années qui suivirent, Clementi reste en Angleterre. Pendant les années 1790, ses œuvres sont jouées lors des concerts Salomon à Londres, avec celles de Joseph Haydn. Jouant du piano, dirigeant des orchestres et donnant des cours, deux de ses élèves auront à leur tour une grande notoriété : Johann Baptist Cramer et John Field — ce dernier exerçant son influence sur Frédéric Chopin. Clementi entreprend aussi la fabrication de pianos, mais son atelier sera détruit par un incendie en 1807.
Cette même année, Clementi conclut plusieurs contrats d'édition avec Ludwig van Beethoven, qui compte parmi ses admirateurs, ce qui lui permet de publier plusieurs de ses œuvres.
En avril 1784, ayant séjourné à plusieurs reprises à Lyon, il a une idylle amoureuse avec Marie-Victoire, 18 ans, la fille de l'échevin Jacques Imbert-Colomès, qu'il enlève après lui avoir dédicacé son opus 8. Imbert-Colomès, furieux, poursuivit les deux amants jusqu'à Chambéry et ramène sa fille, Clementi devant alors séjourner plusieurs semaines en Suisse, à Berne, où, désespéré, il compose un duo en mi bémol en hommage à son amour impossible.
Sa place dans l'histoire de la musique, en tant qu'éditeur et interprète de Beethoven n'est certainement pas moindre que celle qu'il a pu acquérir en tant que compositeur lui-même. Cependant, on a pu lui reprocher certaines libertés éditoriales qu'il s'est autorisées, comme lorsqu'il a opéré des corrections harmoniques de son cru à la musique de son illustre collègue. Le fait que Beethoven ait entrepris de composer spécifiquement pour le public britannique, notamment dans le domaine de la musique de chambre, est évidemment lié au fait que son éditeur était installé en Angleterre.
En 1810, Clementi arrête de donner des concerts pour se consacrer à la composition et à la facture de pianos. En 1830, il déménage pour vivre près de Lichfield puis termine sa vie, un peu oublié, à Evesham. Il y meurt âgé de 80 ans. Il est inhumé à l'abbaye de Westminster. Il avait été marié trois fois.

## Œuvre
Clementi est connu pour son recueil d'études pianistiques Gradus ad Parnassum auquel Claude Debussy fait allusion dans le premier mouvement de sa suite Children's Corner qui s'intitule Docteur Gradus Ad Parnassum. De la même manière, ses sonatines (op. 36) ont été le passage obligé dans l'apprentissage du piano pendant tout le XXe siècle. Erik Satie, qui était contemporain de Debussy en a fait une caricature dans sa Sonatine bureaucratique.
Clementi composa près de 110 sonates pour le piano. Certaines des plus anciennes et des plus faciles furent rééditées sous la forme de sonatines après le succès obtenu par ses sonatines de l'opus 36. Elles continuent d'être très appréciées comme pièces d'exécution assez facile. Pourtant, à l'exception de l'opus 36, les sonates de Clementi sont souvent d'exécution plus difficile que celles de Mozart - ce dernier écrivit dans une lettre adressée à sa sœur qu'il ne lui conseillait pas de jouer les sonates de Clementi à cause des difficultés techniques, de l'écartement des doigts qu'elles nécessitent, et de la difficulté des accords dont il pensait qu'elle pouvait se faire du mal en les jouant.

Outre ses compositions pour piano solo, Clementi a composé une grande quantité de pièces musicales d'autres sortes, y compris des symphonies reconstituées depuis peu[Quand ?], sur lesquelles il a longuement travaillé et que l'on commence progressivement à considérer comme des œuvres intéressantes et de qualité. Si Clementi est généralement absent des programmes de concerts, on trouve de plus en plus d'enregistrements discographiques qui lui sont consacrés.
Mozart était animé d'un manque de respect patent pour Clementi : de ce fait, on les a généralement considérés comme des rivaux irréconciliables. Mais la réciproque n'était pas vraie, autant qu'on puisse en juger, de la part de Clementi, et  les propos peu amènes de Mozart à l'encontre de Clementi n'étaient pas destinés, dans son esprit, à être révélés en public.
Le regain d'intérêt pour l’œuvre pianistique de Clementi est en grande partie due au pianiste russe Vladimir Horowitz, saisi d'une prédilection toute particulière pour Muzio Clementi après que son épouse, Wanda Toscanini lui ait offert les œuvres complètes de celui-ci. Horowitz les mettait au même niveau que les pièces les plus accomplies de Beethoven. Après Horowitz, Andreas Staier, Maria Tipo et Costantino Mastroprimiano (d), au pianoforte, ont poursuivi dans la redécouverte de ces œuvres.

## Œuvres
Muzio Clementi laisse 178 œuvres musicales.
- Opus 1 : Six sonates (1771)
- Opus 1 bis : Cinq sonates et Un duo pour 2 pianos (1780-1781)
- Opus 2 : Six sonates pour piano et violon (ou flûte) (1779)
- Opus 3 : Trois duos à 4 mains et Trois sonates pour piano et violon (ou flûte) (1779)
- Opus 4 : Six sonates pour piano et violon violon (ou flûte) (1790)
- Opus 5 : Trois sonates pour piano et violon et Trois fugues (1780-1781)
- Opus 6 : Un duo à 4 mains, Deux sonates pour piano et violon et Trois fugues (1780-1781)
- Opus 7 : Trois sonates (1782)
- Opus 8 : Trois sonates (1782)
- Opus 9 : Trois sonates (1783)
- Opus 10 : Trois sonates (1783)
- Opus 11 : Une sonate et Une toccata (1784)
- Opus 12 : Quatre sonates et Un duo pour 2 pianos (1784)
- Opus 13 : Six sonates, dont trois avec violon (ou flûte) (1785)
- Opus 14 : Trois duos à 4 mains (1786)
- Opus 15 : Trois sonates pour piano et violon (1786)
- Opus 16 : Sonate « La Chasse » (1786)
- Opus 17 : Capriccio (1787)
- Opus 18 : Deux symphonies (1787)
- Opus 19 : Clementi's Musical Characteristics (1787)
- Opus 20 : Sonate (1787)
- Opus 21 : Trois trios (1788)
- Opus 22 : Trois trios (1788)
- Opus 23 : Trois sonates (1790)
- Opus 24 : Deux sonates (1788)
- Opus 25 : Six sonates (1790)
- Opus 26 : Sonate (1791)
- Opus 27 : Trois trios (1791)
- Opus 28 : Trois trios (1792)
- Opus 29 : Trois trios (1793)
- Opus 30 : Sonate pour piano et violon (rév. de l'opus 2 n°2) (1794)
- Opus 31 : Sonate pour flûte et piano (rév. de l'opus 2 n°4) (1794)
- Opus 32 : Trois trios (1793)
- Opus 33 : Trois sonates (1794)
- Opus 34 : Deux sonates[9] et Deux capricci (1795)
- Opus 35 : Trois trios (1796)
- Opus 36 : Six sonatines (1797)
- Opus 37 : Trois sonates (1798)
- Opus 38 : Douze valses (1798)
- Opus 39 : Douze valses (1800)
- Opus 40 : Trois sonates (1802)
  - Sonate opus 40 no 1
  - Sonate opus 40 no 2
  - Sonate opus 40 no 3
- Opus 41 : Sonate (1804)
- Opus 42 : Introduction to the Art of Playing on the Piano Forte (1801)
- Opus 43 : Clementi's Appendix à l'opus 42 (1811)
- Opus 44 : Gradus ad Parnassum (1817, 1819, 1826) : recueil de 100 études pour piano
- Opus 46 : Sonate (1820)
- Opus 47 : Deux capricci (1821)
- Opus 48 : Fantaisie avec Variations sur l'Air « Au Clair de la Lune » (1821)
- Opus 49 : Douze monferrines (1821)
- Opus 50 : Trois sonates (1821)